# Апартис, Танасис
Танасис Апартис (греч. Θανάσης Απάρτης, Измир, Малая Азия 24 октября 1899 — Афины 1 апреля 1972) — греческий скульптор XX века, представитель построденовской скульптуры в Греции.

## Биография
Танасис Апартис родился в малоазийской Смирне 24 октября 1899 года. После резни и разрушения города кемалистами, семья Апартиса, вместе с тысячами греческих беженцев обосновалась в Афинах. В молодом возрасте Апартис уехал в Париж, где при финансовой поддержке Елены Венизелу первоначально учился в Ecole Superiere des Beaux Arts (Национальная высшая школа изящных искусств (Париж) у скульптора Bouchard.
Впоследствии он предпочёл совершенствовать свою технику в «более свободных» Académie Julian (Академия Жюлиана) и Académie de la Grande Chaumière (Гранд-Шомьер) у скульпторов Поля Ландовски и Antoine Bourdelle (Бурдель, Эмиль Антуан), оказавшего большое влияние на искусство Апартиса.
Апартис работал в Париже в общей сложности 32 года, в течение двух периодов (1919—1940 и 1945—1956). В 1940 году он вернулся в Грецию. После своего второго парижского периода Апартис, с 1961 года, преподавал в Афинской школе изящных искусств. В 1967 году Апартис был избран членом Парижской академии изящных искусств. Апартис был Кавалером ордена Почётного легиона (Франция, 1939) и греческого ордена Феникса (Орден Феникса (Греция)) (1960).
Апартис неоднократно выставлял свои работы в Париже и Афинах на групповых и персональных выставках. В 1950 году Апартис представлял Грецию на Биеннале Венеции. Скульптор умер в Афинах 1 апреля 1972 года.

## Работы
Апартис был подвержен влиянию древней египетской и древней греческой скульптуры 6-говека до н. э. С очевидным влиянием Родена и его учителя Бурделя, он в реалистической манере исполнил ряд бюстов-портретов стоящих сегодня в Афинах, в большинстве своём под открытым небом и других городах Греции.
Образцами его работы, с характерным реализмом и динамизмом, являются бюсты следующих персоналий:
- Психарис, Яннис (1927)
- Андруцос, Одиссей (1936), мраморный бюст, Марсово поле (Афины)[5].
- Казандзакис, Никос, бронзовый бюст, Афины — сад Культурного центра муниципалитета Афин. Бюст был украден в марте 2013 года[6].
- Сикелианос, Ангелос (1955), бронзовый бюст, Афины — площадь Скузе[7].
- Митропулос, Димитрис, бронзовый бюст, Афины — сад Афинской консерватории[8][9]
- Бронзовый бюст генерала П. Г. Спилиотопулоса, Афины — площадь Святого Фомы[10].

Среди других его памятников числятся: «Улыбка Афины» (Банк Греции), «Неизвестный моряк» (Хиос) 1958, «Андреас Ласкаратос» (Кефалиния), «Хризостом Смирнский» (Неа Смирна), «Хризостом Смирнский» Фессалоники (1960), «Мария Тереза» (1937, Национальный банк Греции), «Эфеб» (подросток −1940), «Мать и дочь» (гипс, 1952), «Сука» (1955, бронза, Афины — Национальная художественная галерея (Афины) и другие.

## Признание
Критик Э.Стефанидис пишет что «Апартис, вместе с Михалисом Томпросом, считается скульптором принёсшим в Грецию новаторский дух художественных течений Парижа и решительно повлиявшим на новое поколение греческих скульпторов».
Апартис написал книгу о своей жизни и искусстве, под заголовком «С Востока на Запад» (греч.Από την Ανατολή στη Δύση), выдержавшую несколько изданий по сегодняшний день.
Центр Культуры афинского муниципалитета Калитеа, где он жил, носит имя скульптора (греч.Πολιτιστικό Κέντρο «Θανάσης Απάρτης»)